# Mary-Kate i Ashley Olsen
Mary-Kate i Ashley Olsen (Sherman Oaks, 13 de juny del 1986) són actrius i empresàries estatunidenques.

## Biografia

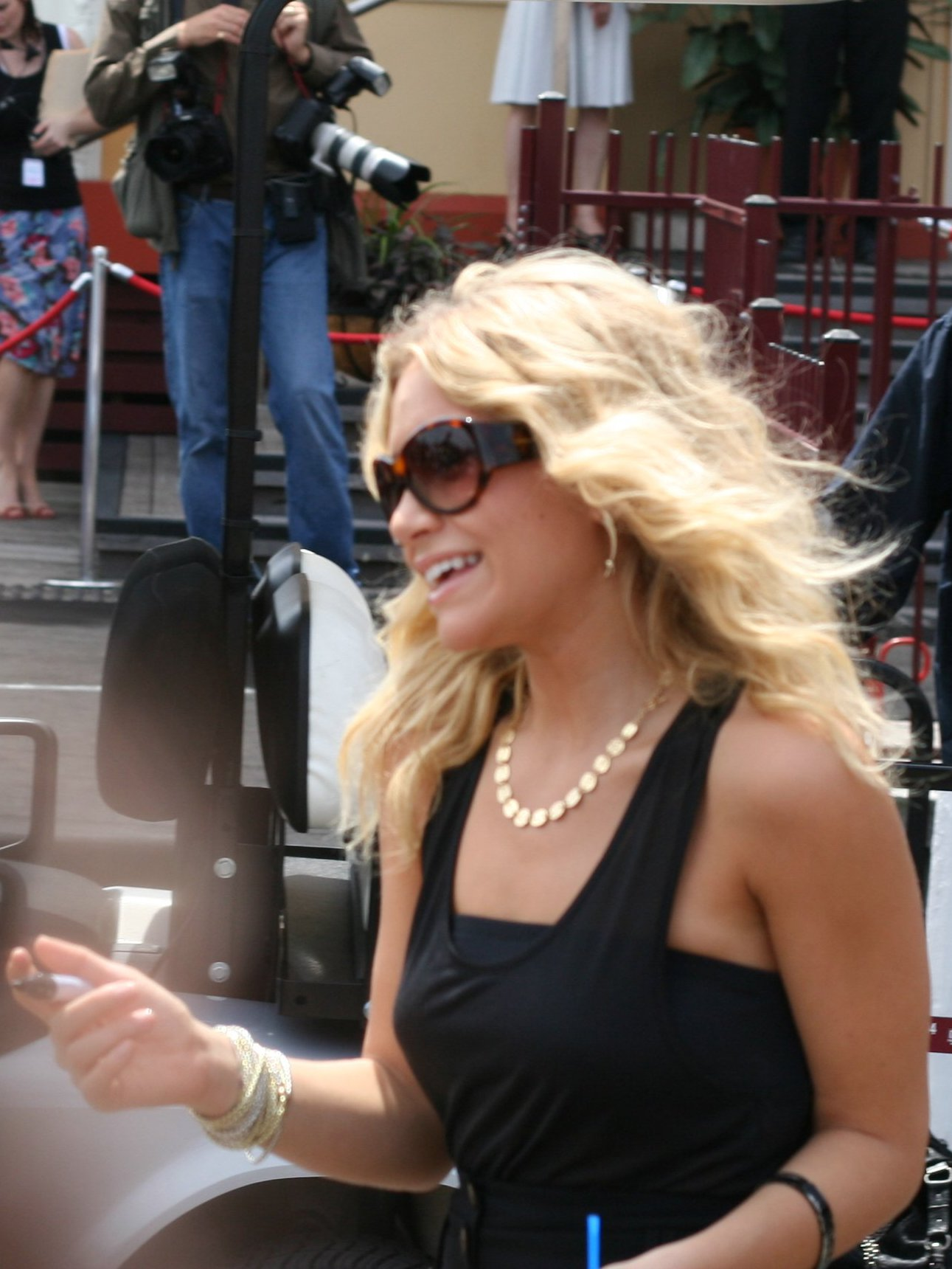
Ashley Olsen

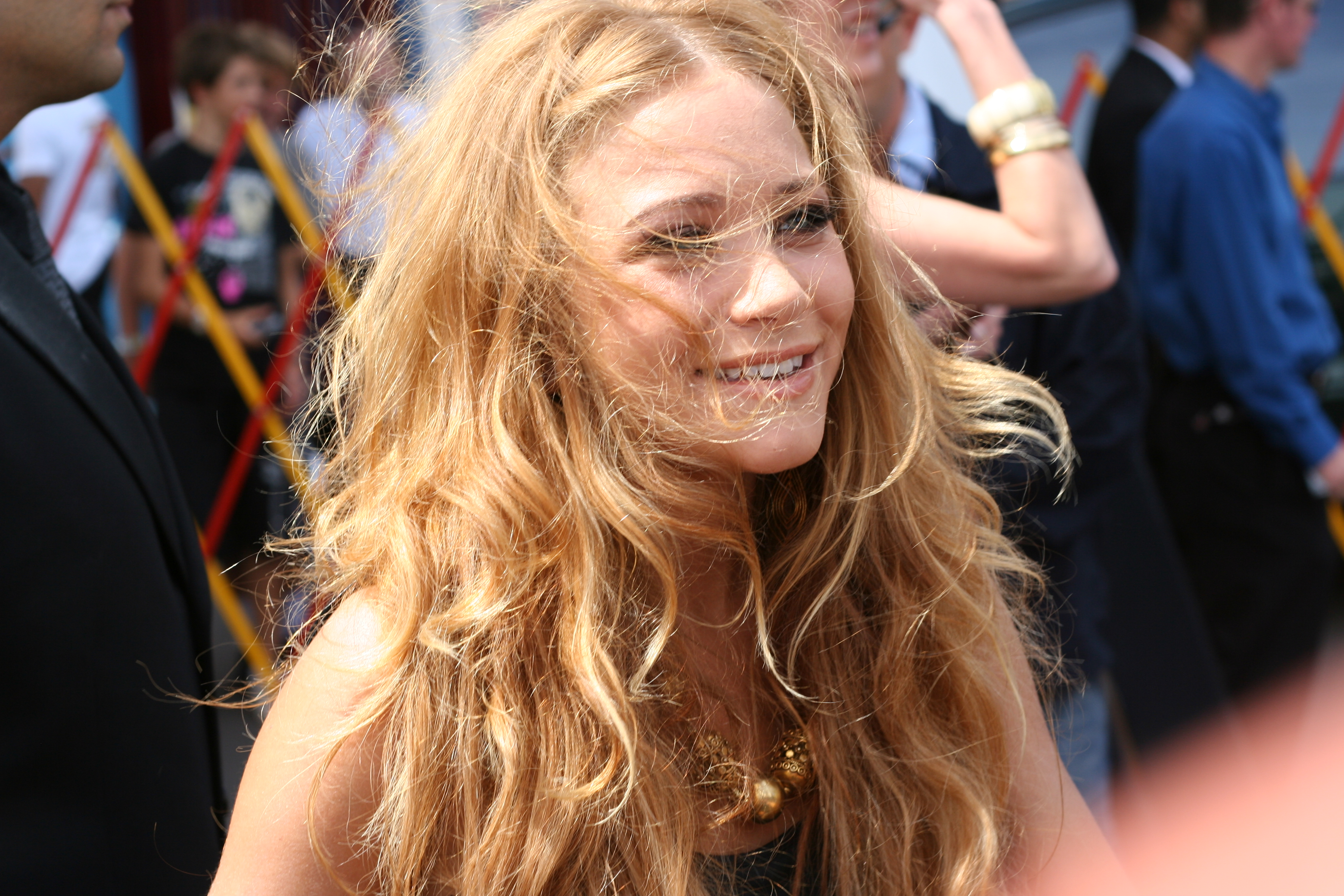
Mary-Kate Olsen

Van néixer a Sherman Oaks, Califòrnia, filles de David Olsen i Jarnette Jones. Les bessones Mary-Kate i Ashley van començar les seves carreres com a actrius en la sèrie televisiva “Full House” (a Llatinoamèrica, “Tres per Tres”; a Espanya, “Padres forzosos”) 1987. Contractades a l'edat de cinc mesos, van començar a actuar als nou mesos d'edat. El programa era molt popular a finals de la dècada de 1980 i al començament de la dècada de 1990, i les dues germanes interpretaven el mateix personatge, Michelle Tanner, fent els canvis durant la filmació, per a no violar les estrictes lleis sobre els nens actors. Ja que els productors no volien que els televidents sabessin que Michelle era interpretada per diferents nens. Les germanes eren acreditades com a Mary-Kate Ashley Olsen, però després van ser acreditades com a diferents persones.
Poc temps després de la fi de Full House, van retornar a la indústria de l'entreteniment, consolidant el seu paper en Full House i comercialitzant la seva imatge. També van interpretar papers en The Adventures of Mary-kate and Ashley Olsen i el programa a la cadena ABC Two of a Kind (que ara va tornar a l'ABC Family), i també el programa So Litle Time.

## Filmografia
A la TV per cable
- Mou-te, que això és Nova York (New York Minute) (2004)
- The Chalenge (2003)
- Getting There (2003)
- When In Roma (2001)
- Holiday In The Sun (2001)
- Billboard Dad (1998)

A la TV
- Full house (1987)
- Switching Goals (1999)
- Passport to Paris (1999)
- How the West Was Fun (1994)
- Double, Double, Toil and Trouble (1993)

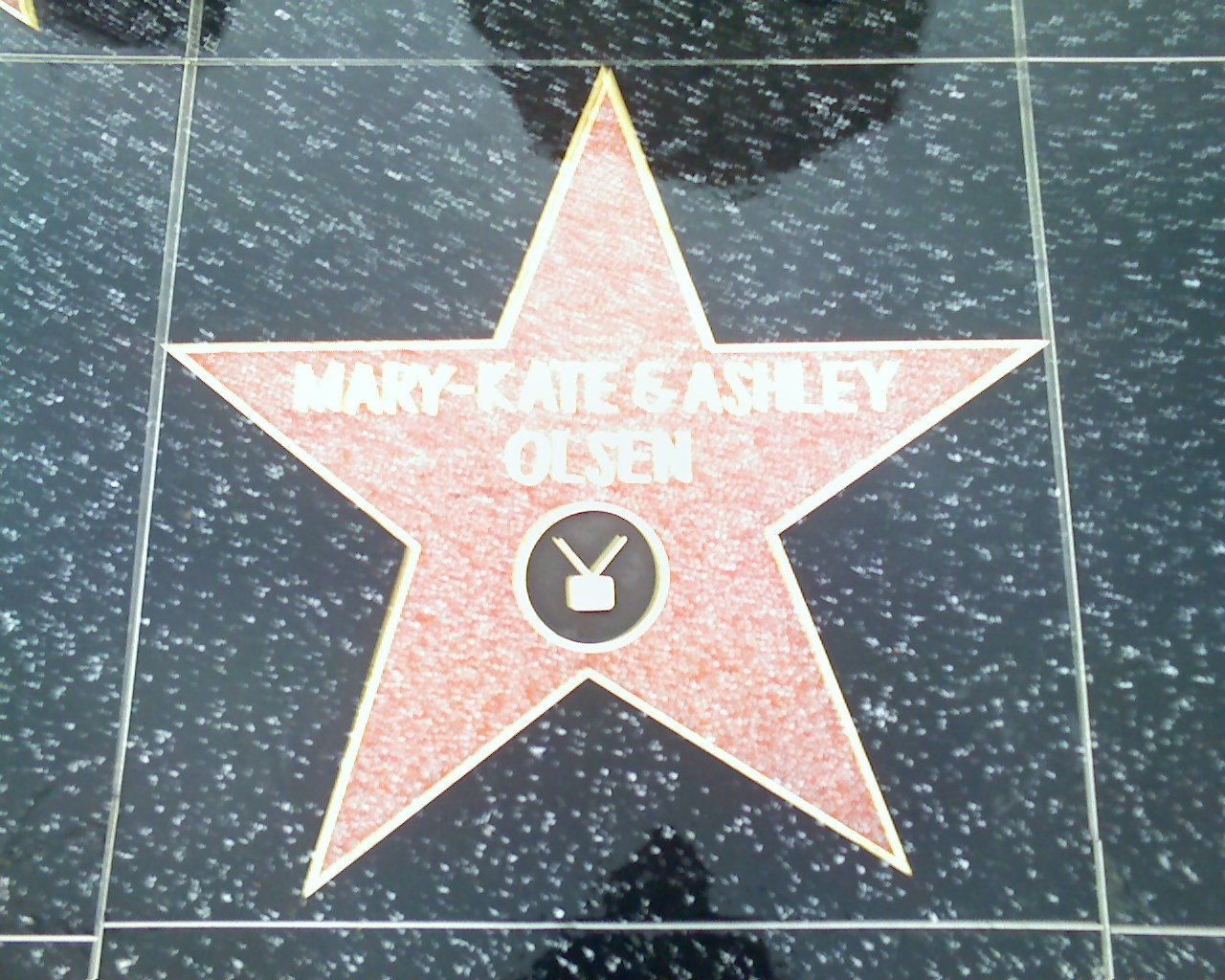
Estrella de Hollywood al Passeig de la Fama.

- To Grandmother's House We Go (1992)